# Logania malayica
Logania malayica är en fjärilsart som beskrevs av William Lucas Distant 1884. Logania malayica ingår i släktet Logania och familjen juvelvingar. Inga underarter finns listade i Catalogue of Life.